# Омарчево (Сливенская область)
Омарчево (болг. Омарчево) — село в Болгарии. Находится в Сливенской области, входит в общину Нова-Загора. Население составляет 423 человека.

## Политическая ситуация
В местном кметстве Омарчево, в состав которого входит Омарчево, должность кмета (старосты) исполняет Ганчо Димитров Ганчев (Болгарская социалистическая партия (БСП)) по результатам выборов правления кметства.
Кмет (мэр) общины Нова-Загора — Николай Георгиев Грозев (Граждане за европейское развитие Болгарии (ГЕРБ)) по результатам выборов.